# Břehouš rudý
Břehouš rudý (Limosa lapponica) je velký druh bahňáka z čeledi slukovití (Scolopacidae). Tento tažný pták má výrazně odlišný svatební a prostý šat: zatímco svatební šat je sytě ryšavý s tmavým a světlým kropením, šat prostý je bledě bílý s tmavým kropením. Zobák je dlouhý, u kořene růžový a u špičky černý a mírně prohnutý směrem nahoru. Nohy jsou tmavé a dlouhé, což břehoušům dobře slouží při pohybu bahnem. Břehouš rudý se podobá příbuznému břehouši černoocasému, od nějž se liší především jemně proužkovaným ocasem, tmavými letkami bez kontrastních bílých polí, zahnutým zobákem a ve svatebním šatu rezavou celou spodinou těla. Samice břehoušů rudých jsou o trochu větší než samci.
Hnízdí v tundře a na otevřených rašeliništích v tajze od severní Skandinávie přes Sibiř až po Aljašku. Snůšku tvoří čtyři pískově zbarvená vejce, inkubují samec i samice pod dobu 20–24 dní. Na zimu migruje do mírného, subtropického i tropického podnebného pásu obou polokoulí. V Česku protahuje na jaře a na podzim. Během migrace břehouš může během jediného letu překonat tisíce kilometrů a u poddruhu baueri byl dokonce zaznamenán nejdelší známý migrační let bez přestávky, a sice 13 560 km během letu trvajícího 11 dní.
Rozlišuje se 5 poddruhů, které se liší areálem rozšíření a menší rozdíly jsou i ve velikosti ptáků a odstínu opeření. Živí se červy, měkkýši, korýši, pulci a hmyzem. Stravu občas doplňuje rostlinami a ovocem. Celková populace se k roku 2017 odhadovala na 1,1–1,15 milionu jedinců. Jelikož vykazuje klesající trend, IUCN druh hodnotí jako téměř ohrožený. K největším hrozbám druhu patří především úbytek přirozeného prostředí (vysoušení močálů, znečištění vody, stavba přehrad), situace je vážná především v oblasti Žlutého moře, kde se některé poddruhy zastavují na svých migračních cestách.

## Nomenklatura
Druh poprvé vědecky popsal v roce 1758 švédský přírodovědec Carl Linné na základě jedince ze švédské oblasti Laponska. Linné druh pod názvem Scolopax lapponica zařadil do 10. vydání svého monumentálního díla Systema Naturae. Již o 2 roky později byl však druh přeřazen do nově vytvořeného rodu břehouš (Limosa), který sestavil francouzský zoolog Mathurin Jacques Brisson. Tím vzniklo současné binomické jméno Limosa lapponica. Rodové jméno Limosa pochází z latiny a znamená „bahnitý“ (z latinského limus, „bahno“) a odkazuje k upřednostňovanému biotopu břehouše. Druhové jméno lapponica odkazuje k Laponsku.
Břehouš rudý představuje jednoho ze čtyř zástupců rodu břehouš (Limosa), který se řadí do čeledi slukovitých (Scolopacidae), podřádu bahňáků (Chardrii) a řádu dlouhokřídlých (Charadriiformes).

Vybraná dobová vyobrazení
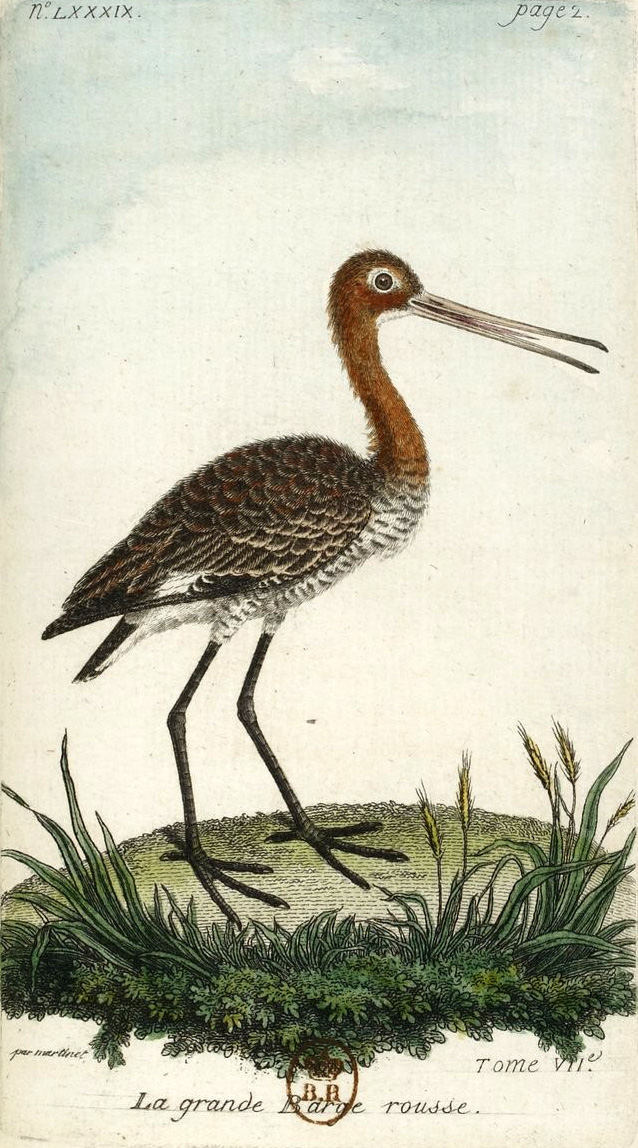
François-Nicolas Martinet, 1796
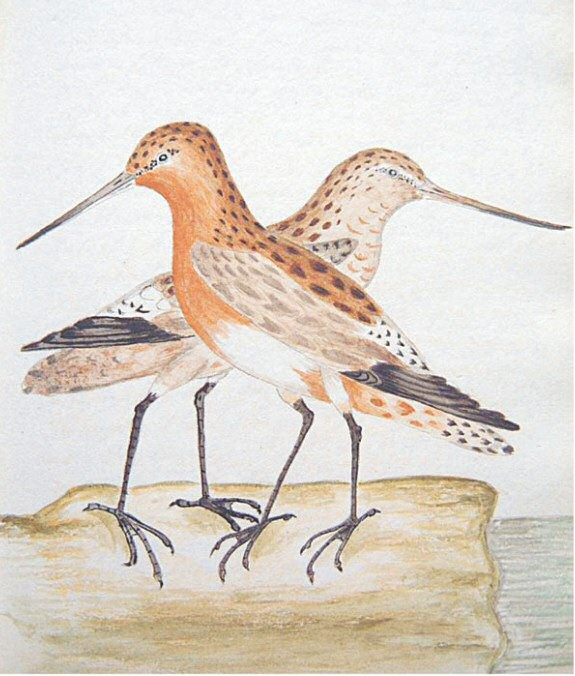
William Markwick, ~1800
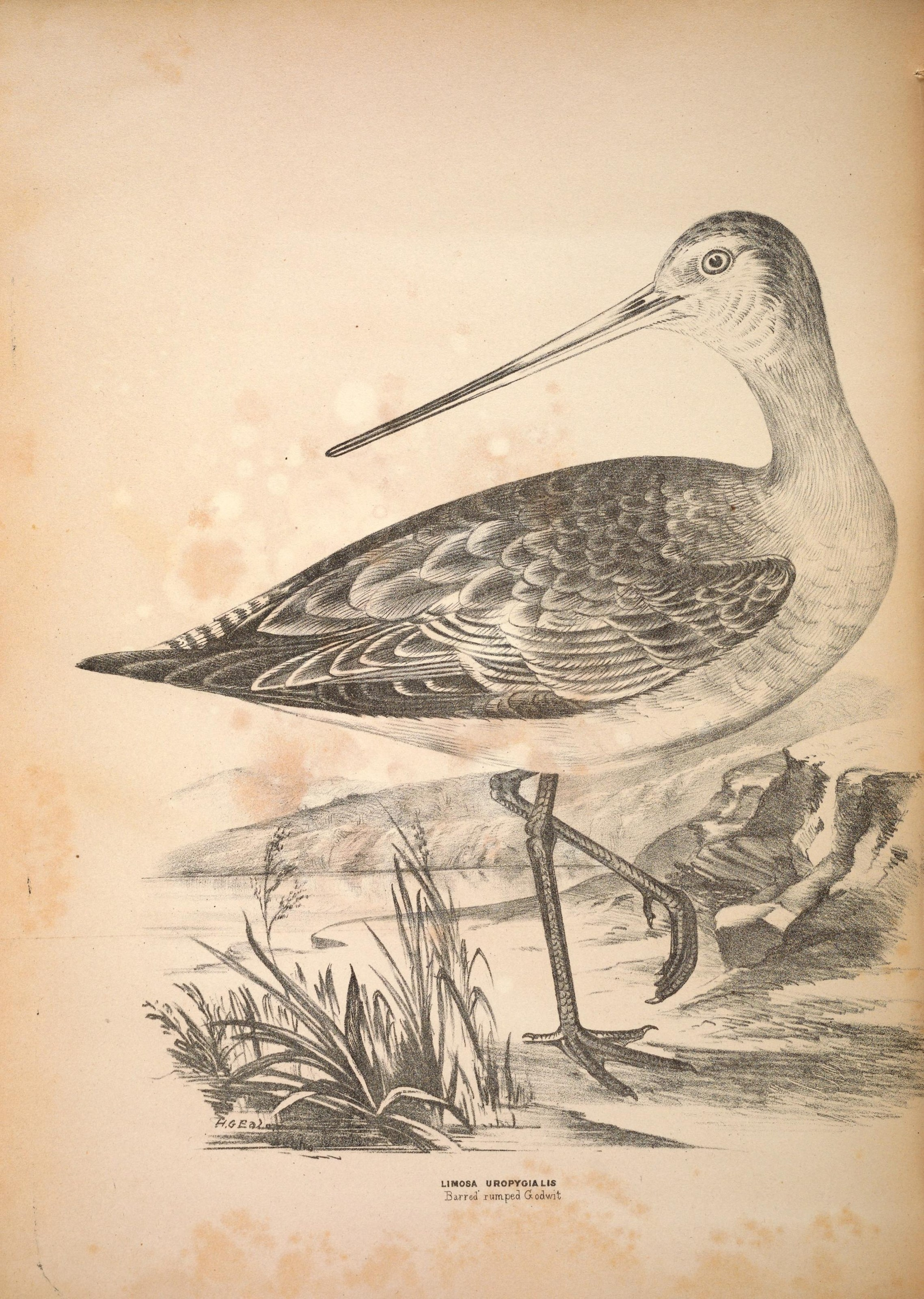
John Gould, 1877
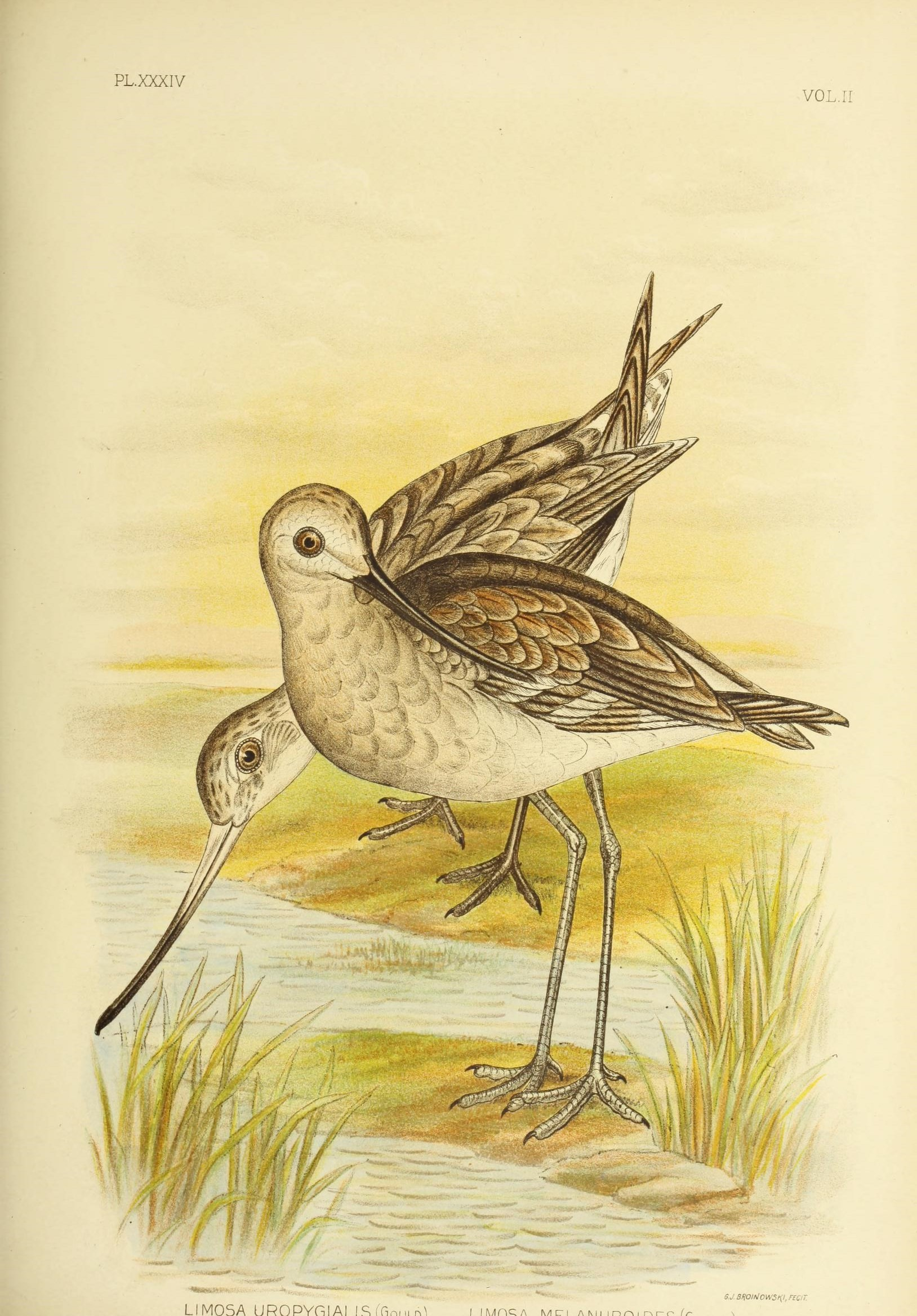
Gracius J. Broinowski, 1890
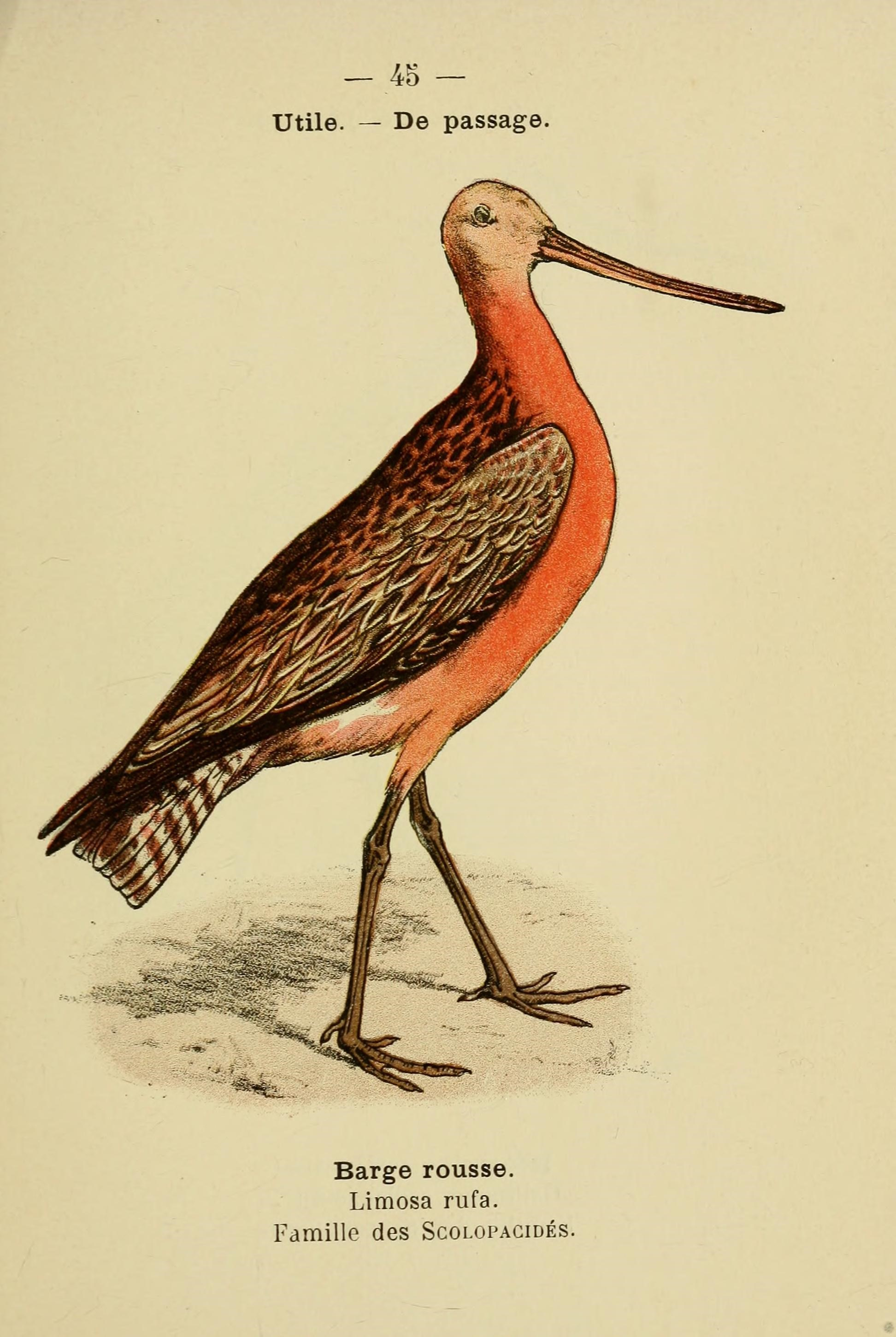
Louis d'Hamonville, 1898

### Poddruhy
V rámci populace břehoušů rudých se vyskytují značné geografické rozdíly ve vzhledu opeření i velikosti ptáků. To po dlouhou dobu mátlo ornitology. K původnímu druhu L. lapponica německý přírodovědec Johann Friedrich Naumann v roce 1836 popsal poddruh L. l. baueri (Naumann, 1836; v české literatuře označován jako břehouš rudý sibiřský). Původně popsaný druh Linného populace se tak stal známý jako L. l. lapponica (Linnaeus, 1758; v české literatuře znám jako břehouš rudý eurosibiřský). Sovětský ornitolog Leonid Portenko v roce 1936 popsal třetí poddruh L. l. menzbieri, nicméně tento poddruh nebyl uznán většinou ornitologů.
V roce 1998 nizozemští ornitologové Meinte Engelmoer a Cees S. Roselaar podrobili dosavadní poznatky o břehouších rudých podrobnému zkoumání a nejenže uznali L. l. menzbieri za plnohodnotný poddruh, navíc přidali k dosavadním dvěma uznávaným poddruhům další dva, a sice L. l. anadyrensis a L. l. taymyrensis. Toto rozdělení do 5 poddruhů bylo přijato klíčovými ornitologickými autoritami jako je IUCN, Bonnskou úmluvou či encyklopedií Birds of North America. Poddruhy jsou tedy následující (viz kapitolu Rozšíření a populace pro podrobnější shrnutí jednotlivých poddruhů):
- L. l. lapponica (Linnaeus, 1758)
- L. l. taymyrensis Engelmoer & Roselaar, 1998
- L. l. menzbieri Portenko, 1936
- L. l. anadyrensis Engelmoer & Roselaar, 1998
- L. l. baueri Naumann, 1836

## Popis

### Tělo
Břehouši jsou na bahňáky poměrně velcí ptáci. Jejich tělo aerodynamického tvaru s kratšími křídly je výhodné pro dlouhé lety. Stejně jako ostatní bahňáci, i břehouši rudí mají dlouhé chůdovité nohy, které jim dobře slouží při pohybu močály, rašeliništi i ostatní místy s mělkou vodou. Krk je dlouhý a čelo strmé. Drápy jsou černé, běhák je šedočerný s nažloutlým odstínem, duhovka je tmavohnědá. Zobák je dlouhý a štíhlý, velmi jemně prohnutý směrem nahoru, zhruba od poloviny zploštělý, měkký, jeho špička je tvrdá a zahnutá směrem dolů. Jeho barva je šedá s načervenalou až nazelenalou barvou, špička je černá.

### Opeření
Břehouši rudí disponují komplexními variantami opeření v závislosti na pohlaví, stáří ptáků a v jakém šatu se zrovna nachází (svatebním / jarním či prostém / zimním).
Svatební šat samců bývá značně pestrý a kontrastní. Hlava, krk, prsa i břicho mají výraznou ryšavou (rezavočervenou) barvu. Na břiše bývají přítomny jemné, často nepravidelné černé skvrny. Na čele, korunce a šíji je patrné tlusté černé pruhování, které je jemnější při spodní straně krku a kolem příuší. Obočí, brada a tváře jsou našedlé, případně bledě rezavé. Záda a kostřec jsou bílé s hustým černým kropením. Ocas je bílý s černohnědým příčkováním. Svrchní strana křídel je tmavě šedohnědá s kaštanovým nádechem, konce letek bývají černé. Svrchní strana ručních letek a velkých ručních krovek je tmavě černá, ke konci křídel se objevují bílé proužky. Spodní strana letek je většinou tmavě šedá, u těla a na krovkách bílá s výrazným tmavě šedohnědým překryvem. Svatební šat samic následuje podobné vzory, je však podstatně bledší. Prsa, krk a boky mívají tmavší pruhování a kropení, občas s náznaky ryšavé barvy.
V prostém šatu mívají břehouši korunku a horní partie bledě šedé s hnědým nádechem a s černým a hnědým pruhováním a kropením. Krk a postranní hlavy jsou o něco bledší. Za okem bývá černý oční proužek. Spodní část těla je bílá s občasným nádechem šedé a bledě hnědé. Zbytek těla včetně křídel má stejné vzorce jako svatební šat s tím rozdílem, že v místech rezavé barvy je peří bílé či našedlé.
Šat juvenilních jedinců je podobný svatebnímu šatu dospělých s tím rozdílem, že svrchu bývá tmavší, hruď bývá čárkovaná a pera ramenních letek a lopatek mají výraznější tečkované béžové lemování.

### Rozměry

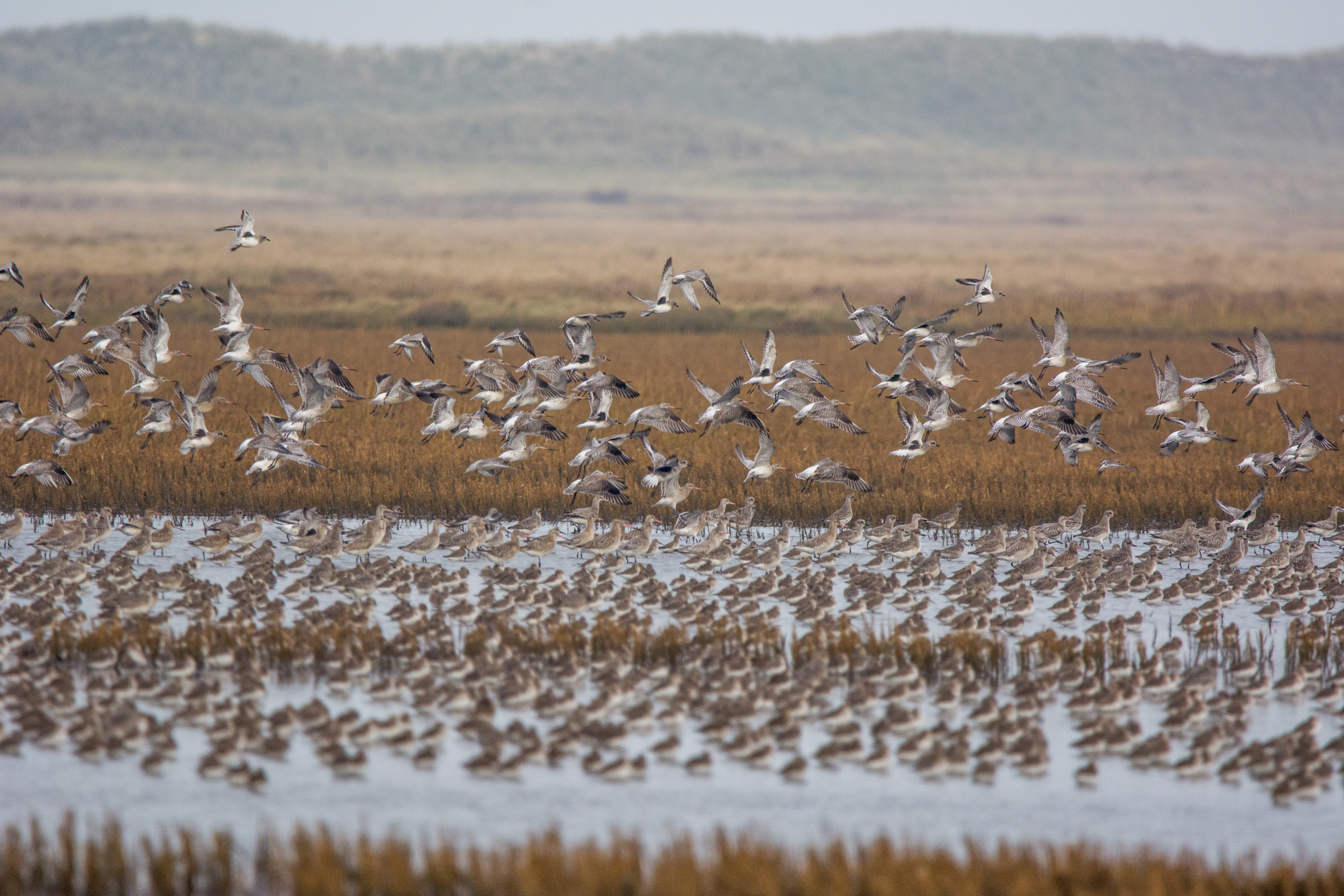
Hejno břehoušů v Německu

Samci měří kolem 39 cm a váží kolem 275–400 g, samice měří kolem 41 cm a jejich váha se pohybuje kolem 325–600 g. Váha je proměnlivá v závislosti na migraci; největší je těsně před ní, nejnižší je těsně po ní. Během migrace břehouši shodí takřka polovinu své tělesné hmotnosti. Samice jsou o něco větší a těžší než samci a mívají delší zobák.
Stejně jako u opeření, i rozměry břehoušů jsou mírně proměnlivé v závislosti na poddruhu. V průměru největší jedince představují subsp. anadyrensis (západní Sibiř) a baueri (Aljaška), břehouše střední velikosti reprezentují subs. lapponica (Skandinávie) a menzbieri (střední Sibiř) a nejmenším poddruhem je taymyrensis (západní Sibiř). Rozdíly ve velikosti jsou však jen nepatrné a v terénu prakticky nezaznamenatelné. Např. nejmenší poddruh taymyrensis má následující průměrné délky: křídlo 215 mm, slemeno 80 mm, běhák 50 mm, loketní letky 88 mm, ocas 65 mm, prostřední prst má 36 mm. U jednoho z největších poddruhů baueri byly naměřeny průměrné následující průměrné hodnoty: křídlo 245 mm, slemeno 106 mm, běhák 58 mm, loketní letky 98 mm, ocas 79 mm, prostřední prst má 41 mm.
U subsp. baueri se v hnízdištích na Aljašce pozvolna zvětšuje velikost ptáků od jihu na sever, v jejich zimovištích na Novém Zélandu však toto pozorováno nebylo a ptáci různé velikosti se volně mísí.

### Záměna
Břehouš rudý je zaměnitelný hlavně s břehoušem černoocasým. Oproti břehoušovi černoocasému je břehouš rudý mnohem tišší, má kratší nohy a má o něco kratší zobák. Zatímco břehouši černoocasí mají rovný zobák, břehouši rudí ho mívají jemně prohnutý nahoru. Spodina těla břehoušů rudých je ve svatebním šatu výrazně rudší a jejich ocas je svrchu čárkovaný tmavou barvou, zatímco ocas břehoušů černoocasých má plné tmavé zbarvení.

## Biologie a chování

### Habitat
Druh se vyskytuje v močálovitých a bahnitých nížinatých oblastech poblíž říčních delt, jezer a oceánů. Na severní polokouli patří k vyhledávaným oblastem otevřená tundra s převažujícími vrbovými a březovými lesíky.

### Rozmnožování

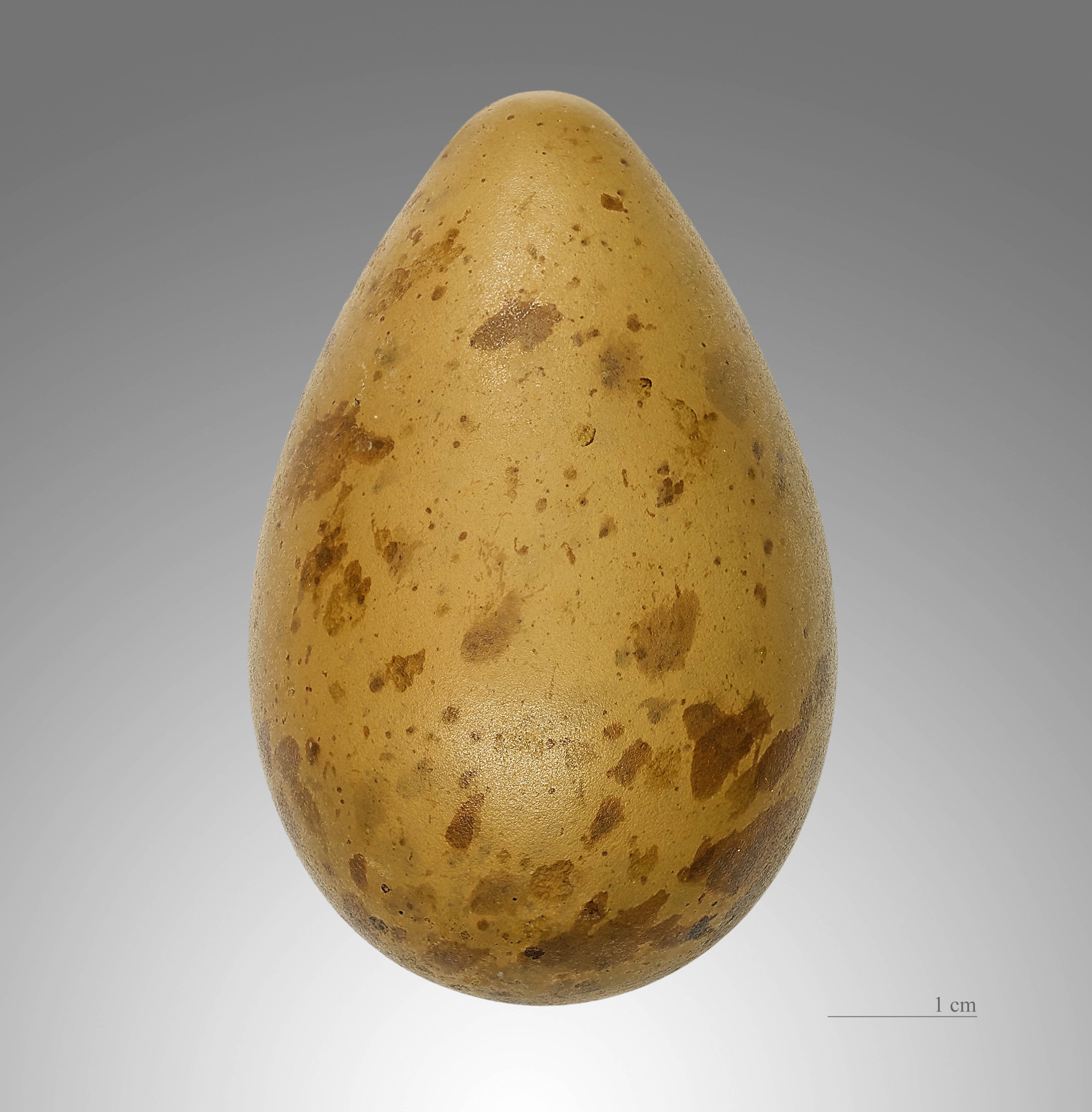
Vejce břehouše rudého

Rozmnožování probíhá v arktických oblastech. Začíná počátkem jara předváděcími lety nezadaných samců. Těmito lety dávají samci najevo připravenost k páření. Samec nejdříve rychle vzlétne 50–200 m do výše, pak se nakloní na bok a několikrát zatřepe křídly, načež se nahne na druhý bok a opět zatřepotá několikrát křídly. Toto třepotání na bocích několikrát opakuje a vydává přitom krátké hlasité zvuky. Poté ztichne a začne plachtit, načež buď opakuje předešlou fázi z třepotání křídly s boky vzhůru, nebo se snese k zemi. Samci takto lítají ve větších kruzích nebo letí rovně na úplně jiné místo, nebo kombinují přímý let s jedním či více zakrouženími. Přistávají na jiném místě, než odkud vzlétli.
Jakmile o samce projeví zájem samice, dojde ke společným letům, během kterých samice v letu letí těsně za samcem (0,2–0,5 m), který se přitom hlasitě projevuje a dělá ve vzduchu otočky a prudce mění směru svého letu. Jakmile vztah mezi samcem a samicí začne být vážný, samec začne hloubit důlek na hnízdo a začne předvádět své zásnubní pózy. Mezi ně patří natažení těla a krku se zobákem mírně nataženým vzhůru, při čemž občas naparuje křídla. K dalším zásnubním pózám patří úklony samce s hlavou a zobákem směřujícím k zemi. Tyto pózy postupně gradují, dokud nedojde ke kopulaci. Ta probíhá tak, že samec se vznese do výše, přistane na samiččiných zádech a za třepotu křídel s ní krátce kopuluje. Pokud samice nemá zájem, jednoduše udělá několik kroků dopředu, načež samec většinou ztratí rovnováhu a je nucen přestat a odletět.
K hnízdění dochází od května do srpna. Hnízdo představuje mělký důlek kulatého tvaru na suchých vyvýšených plošinkách, který je často umístěn mezi trsy husté trávy. Hnízda bývají vystlána mechem či suchými travkami, případně i jinou vegetací. Samice klade většinou čtyři vejce hruškovitého tvaru světle hnědé barvy s tmavými skvrnami, takže dobře splývají s okolím. Typický rozměr vejce je 54×37 mm. Jedno vejce představuje kolem 11 % váhy samice. Inkubaci obstarává samec i samice. Zatímco jeden partner sedí na vejcích, druhý většinou sedí na blízkém keři či stromku a hlídkuje.
Po 20–24 dnech dochází k vylíhnutí dobře vyvinutých mláďat, která se již den po narození začínají sama krmit, nicméně několik týdnů zůstávají v blízkosti rodičů, dokud se nenaučí létat. Poté dochází k jejich plnému osamostatnění.
Ve věku kolem 4 měsíců juvenilní jedinci podnikají svou první migrační cestu na jih. Pohlavní dospělosti dosahují ve věku 2 let. Typicky se dožívají kolem 10–15 let, nicméně mohou žít i 34 let.

### Migrace

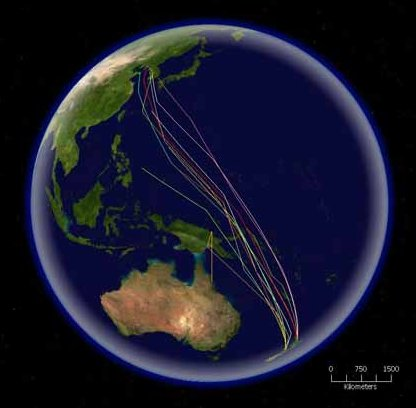
Mapa země zobrazující 9 denní, přes 11 tisíc kilometrů dlouhou migrační trasu břehoušů z Nového Zélandu do Žlutého moře

Po skončení doby rozmnožování dochází k migraci do teplých zimovišť, během nichž břehouši rudí migrují z arktických oblastí severní polokoule do mírných, subtropických i tropických oblastí obou polokoulí. Během těchto cest letí bez přestávky a urazí tisíce kilometrů. Tento let je pro břehouše energeticky extrémně náročný, takže se ptáci před letem intenzivně vykrmují. U subsp. baueri byla naměřeno těsně před migrací z Aljašky na jih až 55 % tuku v těle, což je vůbec jeden z nejvyšších poměrů tuku k tělesné hmotnosti, který byl kdy mezi ptáky naměřen. Při migraci ptáků z Nového Zélandu zpět na Aljašku mají ptáci průměrný obsah tuku v těle o něco menší, a sice „jen“ 42 % (ptáci se na cestě zastavují ve východní Asii). Během letu břehouši dokáží nakládat s energií vysoce efektivním způsobem a během každé hodiny letu zhubnou „pouze“ 0,4 % své tělesné hmotnosti (srv. s kolibříky, kteří ztrácí kolem 2 % každou hodinu letu).
K dalším fyziologickým mechanismům, který pomáhá břehoušům v překonání extrémních vzdáleností, je smrštění některých vnitřních orgánů, které během náročného letu jednoduše „nejsou potřeba“ (ledviny, játra, střeva) a naopak roztažením orgánů klíčových k letu (prsní svaly, srdce, plíce). Orgány obnoví svou původní velikost po příletu do zimoviště. Břehouši typicky migrují najednou v masivních hejnech čítajících stovky až tisíce jedinců.
Kolem dubna až května břehouši migrují zpět do arktických oblastí severní polokoule. Nemigrují všichni jedinci, část ptáků zůstává i přes zimu na zimovišti. Zejména u juvenilních jedinců, kteří se ještě nebudou pářit, dochází k vynechání migrace a přečkání zimy v oblastech zimovišť. Velikost této nemigrující populace se výrazně liší podle roku a lokace.

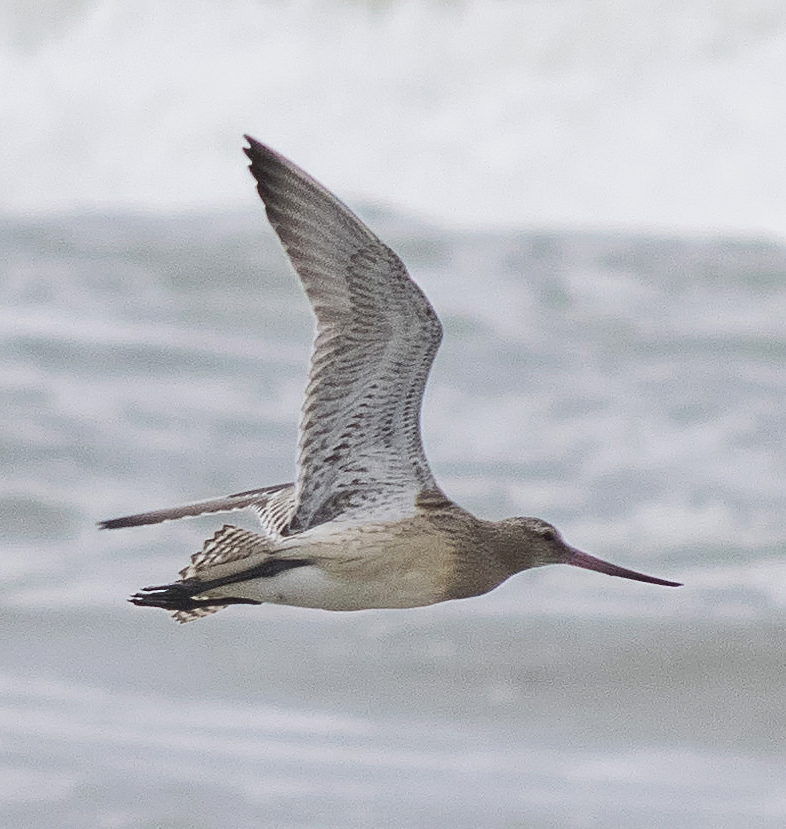
Břehouš rudý v letu

Zatímco někdy břehouši migrují z hnízdiště do zimoviště na jeden zátah, jindy se občas někde zastaví, aby si odpočinuli a doplnili ztracené energetické zásoby. Subs. menzbieri a baueri se pravidelně zastavují při migraci z jihu na sever ve Žlutém moři. Subs. manzbieri tam tráví v průměru 38 dnů, zatímco subsp. baueri v oblasti přečká průměrně kolem cca 41 dnů. Při migraci ze severu na jih k těmto zastávkám nedochází. Při migraci ze severu na jih se subsp. baueri občas zastaví na některém z pacifických ostrovů. Při tahu se břehouši často houfují s jinými tažnými ptáky jako jsou jespáci rezaví, kolihy velké nebo husice liščí.
V případě, že břehouš narazí během migrace na nepříznivé povětrnostní podmínky, může migraci přeložit na další rok. Byl zaznamenán jedinec, který při migraci z Nového Zélandu do východní Asie narazil na tropickou cyklónu, která jej přiměla vrátit se zpět; i tak pták uletěl 6500 km za 6 dní. U subs. bauri bylo zjištěno, že při odletu z Nového Zélandu na sever ptáci často využívají přívětivých povětrnostních podmínek a mohou se rozhodnout migrovat dříve, než je jejich zvykem. Dochází k tomu dokonce častěji, než k odkládání letu kvůli špatným povětrnostním podmínkám.
K prvnímu letu dochází ve věku 2–4 let. Migrace je přitom primárně řízena počasím v hnízdištích. Např. subsp. baueri se létají pářit do různých aljašských oblastí, ve kterých může být rozdíl v typickém datu příchodu jara až tři týdny v závislosti na zeměpisné šířce. Břehouši, kteří se páří na jihu Aljašky tak odlétají ze svých zimovišť na Novém Zélandu i o několik týdnů dříve než ti, kteří se odlétají pářit do severních aljašských oblastí.
Obecně nejkratší migrační cestu podniká subs. lapponica – i když část této populace letí do vzdálených končin jako je Indie, další jedinci migrují do relativně nedalekého Severního moře. V září roku 2020 byl zaznamenán samec subsp. baueri, který během jediného letu z Aljašky na Nový Zéland překonal vzdálenost 12 200 km. Let trval 11 dní a jedinec letěl rychlostí až 89 km/h. V říjnu 2022 byl tento rekord překonán teprve 5měsíčním jedincem letícím z Aljašky do Tasmánie, který za 11 dní urazil 13 560 km. Tento heroický výkon vynesl ptákovi zápis v Guinnessově knize rekordů coby „nejdelší nepřetržitá ptačí migrace“.

### Potrava
Živí se hlavně masožravě. Do jídelníčku břehoušů patří červi, měkkýši, korýši, pulci a hmyz. Stravu občas doplňují rostlinami a ovocem.
Krmí se převážně během dne, avšak ve dnech kolem úplňku dochází ke krmení i v noci. K lokaci kořisti používá především zrak a svůj zobák, kterým propichuje bahnité břehy vodních ploch. Zobák zapichuje vertikálně do bahna až 15 cm pod povrch. Občas zapichuje do bahna jen špičku, přičemž kývá hlavou ze stranu na stranu a rozvibruje spodní čelist, čímž dochází k vyrušení bezobratlých živočichů, kteří se začnou hýbat a vystupovat k povrchu, čímž odhalí břehoušovi svou pozici a ten je sezobne. Občas mohou sbírat potravu za letu z vodní hladiny.
I když jsou břehouši spíše potravní generalisté než specialisté, při nejmenším v některých oblastech se mohou některé subpopulace specializovat i na konkrétní kořist. Podle studie potravního chování břehoušů při ústí novozélandské řeky Manawatū existuje u tamější subpopulace vztah mezi délkou zobáku a druhem chytané potravy. V průběhu studie se zhruba polovina samců, kteří mají výrazně kratší zobák než samice, zaměřovala při probírání bahna především na plže (z rodu Potamopyrgus), kteří žijí blízko povrchu. Naproti tomu samice, jejichž zobák je delší, pojídali hlavně červy, kteří byli zabořeni hlouběji. Jelikož část pozorovaných ptáků obou pohlaví nešlo jednoznačně zařadit do žádné z těchto skupin, závěry studie napovídají, že výběr potravy není závislý jen na morfologii, ale i na individuální preferenci ptáka. Díky delšímu zobáku se samice krmí v hlubších vodách než samci.

### Vokalizace
Břehouši rudí se nejčastěji projevují v letu, kdy vydávají vysoko položený, rychle za sebou jdoucí zvuk připomínající slabiky vit vit vet, za kterými následuje závěrečné kvit. Na zemi jsou poměrně tiší, avšak s blížícím se datem migrace vydávají ostrý nosový zvuk siví siví.
Na hnízdištích bylo zachyceno až 9 různých zvukových projevů, většinou různé kombinace stoupajícího či klesajícího tónu o délce 0,15–0,2 vteřiny.

## Rozšíření a populace
Břehouši rudí jsou kosmopolitní ptáci s extrémně rozsáhlým habitatem. Běžně se vyskytuje ve více než 130 zemích a do dalších několika desítek se zatoulá. Jediná významná oblast, kde se břehouši až na zatoulané jedince nevyskytují, je Jižní a Severní Amerika s výjimkou Aljašky a Kanady. Pravidelně během své migrace zavítají i do Česka, a to hlavně koncem léta a na podzim (cca srpen – listopad) a na jaře kolem dubna. Podle IUCN se celková populace břehoušů rudých k roku 2017 odhadovala na 1,1–1,15 milionu jedinců.
| Poddruh                                      | Hnízdiště                                                                               | Zimoviště                                                                       | Přibližná velikost populace | Populační trend |
| -------------------------------------------- | --------------------------------------------------------------------------------------- | ------------------------------------------------------------------------------- | --------------------------- | --------------- |
| L. l. lapponica (Linnaeus, 1758)             | Severní Fennoskandinávie a severozápadní Rusko.                                         | Pobřeží západní Evropy od Britských ostrovů a Nizozemska po Iberský poloostrov. | 120 000 (2010)              | Stoupající      |
| L. l. taymyrensis Engelmoer & Roselaar, 1998 | Střední části Sibiře od poloostrova Jamal na západě až po deltu řeky Anabar na východě. | Západní a východní Afrika, Střední východ a severozápadní Indie.                | 725 000 (2014)              | Klesající       |
| L. l. menzbieri Portenko, 1936               | Severovýchodní Asie mezi deltami řek Lena a Kolyma.                                     | Většinou severozápadní Austrálie, částečně jihovýchodní Asie.                   | 170 000 (2008)              | Klesající       |
| L. l. anadyrensis Engelmoer & Roselaar, 1998 | Mezi řekou Kolyma a andaryjskými nížinami.                                              | Austrálie.                                                                      | 146 000 (2012)              | Klesající       |
| L. l. baueri Naumann, 1836                   | Západní Aljaška.                                                                        | Severovýchodní Austrálie a Nový Zéland.                                         | 133 000 (2012)              | Klesající       |

## Ohrožení a ochrana

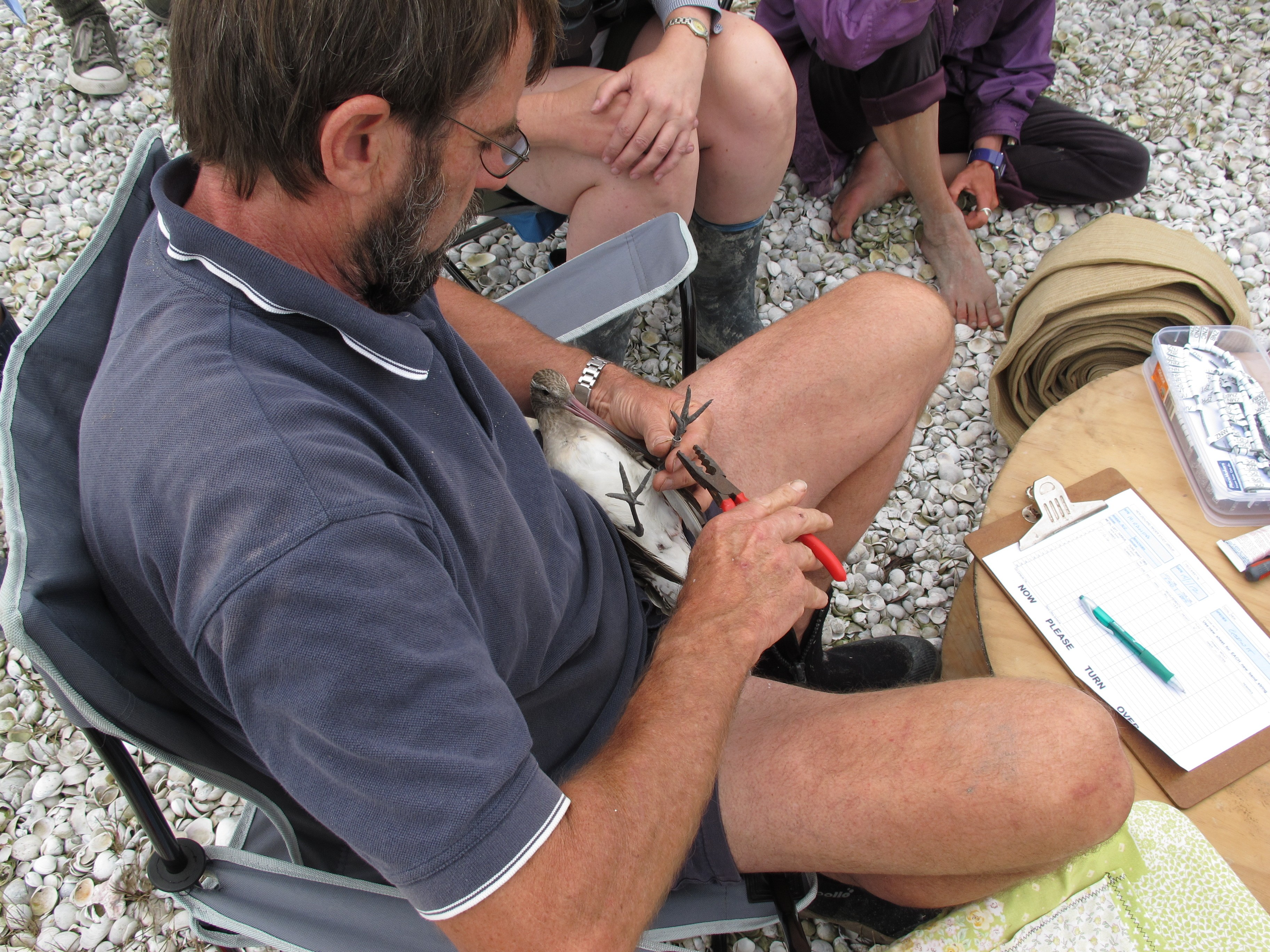
Kroužkování subsp. baueri na Novém Zélandu

Břehouš rudý byl původně hodnocen Mezinárodním svazem ochrany přírody jako málo dotčený druh, od roku 2015 je však považován za téměř ohrožený. Až na l. lapponica byl zaznamenán pokles u všech čtyřech ostatních poddruhů. Důvodem je především ztráta přirozeného prostředí po celé délce migračních tras, na kterých břehouši zastavují, i v zimovištích a hnízdištích. Konkrétně se jedná např. o vysoušení močálů za účelem získání zemědělské půdy, stavba větrných elektráren, ropných plošin a infrastruktury, která fragmentuje krajinu, rozmach akvakultury a v některých oblastech jako je Žluté moře i znečistění vody. Oblast Žlutého moře, která poskytuje pravidelnou zastávku břehoušům (i velké řadě dalších tažných ptáků) na jejich migračních cestách, je zvláště kritická, protože moře je už tak znečištěné a v plánu jsou další velké developerské projekty s podstatnými zásahy do krajiny.
Břehouši rudí jsou zvláště citliví na antropomorfní změny krajiny, protože jsou kriticky závislí na vynikající kvalitě biotopu s dostatkem potravy, která jim umožňuje dostatečné vykrmení před a po migračních letech.
Druh je chráněn v rámci Dohody o ochraně africko-asijských stěhovavých ptáků (AEWA).

## Vztah k lidem
V maorštině, domorodém jazyce Nového Zélandu, jsou břehouši rudí známí pod názvem kuaka. Břehouši zastávají důležité místo v maorské mytologii, kde vystupují jako záhadami opředení ptáci, kteří pochází (či přinejmenším prochází) z Hawaiki, mytické domovině Polynésanů.